# Vistahm
Bistam hoặc Vistahm (tiếng Ba Tư: بیستام), là một vị vua Parthia xuất thân từ gia tộc Ispahbudhan, và là người cậu của vua Sassanid, Khosrau II (trị vì từ năm 591-628). Vistahm đã giúp Khosrau giành lại ngai vàng của ông ta sau cuộc nổi loạn của Bahram Chobin, nhưng sau đó bản thân ông đã lãnh đạo một cuộc nổi loạn lan ra khắp toàn bộ miền đông Iran trước khi bị nó bị dập tắt.

## Đầu đời
Vistahm và người anh trai Vinduyih là con trai của Shapur và là cháu nội của Bawi. Họ xuất thân từ gia tộc Ispahbudhan, một trong bảy tộc Parthia mà hình thành nên tầng lớp quý tộc ưu tú của đế quốc Sassanid. Nhà Ispahbudhan được hưởng một địa vị đặc biệt cao như vậy là do họ đã được công nhận là "họ hàng và bạn hữu của nhà Sasan". Gia tộc này cũng giữ một chức vụ quan trọng đó là spahbed của phía Tây, tức là khu vực Tây Nam của đế chế Sassanid (vùng Sawad). Một người chị em gái của Vistahm thậm chí đã kết hôn với vua Hormizd IV (cai trị 579-590.), và cũng là mẹ của vị vua kế vị Hormizd, Khosrau II.
Tuy nhiên, gia tộc của ông cùng với các gia đình quý tộc khác đã phải chịu sự bách hại của Hormizd IV trong những năm cuối đời của vị vua này: Shapur đã bị ám sát, và Vistahm lên kế tục cha mình làm spahbed của phía Tây. Cuối cùng, sự bách hại của Hormizd đã dẫn đến cuộc nổi loạn của tướng Bahram Chobin vào năm 590. Cuộc nổi dậy của Bahram đã nhanh chóng thu hút được sự ủng hộ mạnh mẽ, ông ta tiến quân về kinh đô Ctesiphon. Hormizd sau đó đã cố gắng để loại bỏ hai anh em nhà Ispahbudhan, nhưng theo Sebeos ông ta đã bị thuyết phục bởi người con trai của mình, Khosrau II. Vinduyih đã bị cầm tù, nhưng Vistahm dường như đã bỏ trốn khỏi triều đình; tuy nhiên, ngay sau đó, hai anh em đã xuất hiện như là những nhà lãnh đạo một cuộc đảo chính cung đình mà đã khiến cho vua Hormizd bị lật đổ, đâm mù và cuối cùng là bị họ sát hại, họ còn đưa người con trai Khosrau của ông ta lên ngôi. Không thể ngăn cản được cuộc tiến quân của Bahram về Ctesiphon, Khosrau cùng hai anh em ông đã trốn sang Azerbaijan. Vistahm ở lại để tập hợp quân đội, trong khi Vinduyih hộ tống Khosrau tới chỗ người Đông La Mã nhằm tìm kiếm sự giúp đỡ. Trên đường đi, họ đã bị quân đội của Bahram bắt kịp, nhưng Vinduyih, đã đánh lừa bằng cách bảo rằng Khosrau là cháu trai của ông, điều này khiến cho ông ta bị bắt còn Khosrau có thể trốn thoát được. Đầu năm 591 Khosrau đã quay trở lại với quân tiếp viện của người Đông La Mã, và cùng với đó, Vistahm mang theo 12.000 kỵ binh Armenia và 8.000 quân từ Azerbaijan tới trợ chiến. Trong trận Blarathon, quân đội của Bahram đã bị đánh cho tan tác, và Khosrau II đã khôi phục lại được Ctesiphon cùng ngai vàng của ông ta

## Cuối đời và nổi loạn
Sau khi giành được thắng lợi, Khosrau đã ban thưởng cho những người cậu của mình các tước vị cao: Vinduyih trở thành quan coi quốc khố và là vị bộ trưởng thứ nhất và Vistahm được nhận chức spahbed của phía Đông, bao gồm Tabaristan và Khorasan, mà theo Sebeos cũng là quê cha đất tổ của gia tộc Ispahbudhan Tuy nhiên, Khosrau đã sớm thay đổi ý định của mình: ông ta cố gắng tách mình khỏi những kẻ đã sát hại vua cha, nhà vua quyết định xử tử những người cậu của ông. Truyền thống ngờ vực những vị quan có quá nhiều quyền lực của các vị vua Sassanid và sự bực bội cá nhân của Khosrau về thái độ trịch thượng của Vinduyih chắc chắn góp phần vào quyết định này. Vinduyih đã sớm bị xử tử, theo một ghi chép bằng tiếng Syria cổ, ông ta đã bị bắt khi đang cố gắng chạy trốn tới chỗ người em trai của mình ở phía Đông.
Khi tin tức về cái chết của người anh mình truyền đến, Vistahm đã nổi loạn. Theo Dinawari, Vistahm đã gửi thư cho Khosrau để khẳng định quyền kế ngôi của mình thông qua dòng dõi Arsaces: "Ngài không xứng làm vua hơn ta. Đúng ra ta còn xứng đáng hơn vì là hậu duệ của Darius, con của Darius, người đã chiến đấu chống lại Alexandros. Nhà Sassanid các ngài xảo trá giành giật ngôi chủ [nhà Arsaces] và tước đoạt quyền lợi của chúng ta, lại còn bạc đãi chúng ta. Tổ phụ Sasan của các ngài chẳng qua cũng chỉ là một gã thầy tế". Cuộc nổi loạn của Vistahm cũng giống như của Bahram một thời gian ngắn trước đó, đều nhận được sự ủng hộ và lây lan nhanh chóng. Các thế lực quân phiệt địa phương cũng như những tàn dư của quân đội Bahram Chobin trước đó đã lũ lượt kéo đến, đặc biệt là sau khi ông cưới em gái của Bahram, Gordiya. Vistahm đã đẩy lùi những cuộc chinh phạt từ những đạo quân trung thành với nhà vua, và ông sớm thống trị toàn bộ một phần tư phía đông và phía bắc của vương quốc Ba Tư, một miền đất trải dài từ sông Oxus đến vùng đất Ardabil ở phía tây. Ông thậm chí còn tiến hành chinh phạt ở phía đông, tại đó ông đã chinh phục hai hoàng tử Hephthalite của vùng Transoxiana, Shaug và Pariowk. Thời điểm Vistahm bắt đầu nổi loạn là không chắc chắn. Từ tiền đúc của ông, chúng ta biết được rằng cuộc nổi loạn của ông kéo dài trong bảy năm. Niên đại thường được chấp nhận là vào khoảng từ năm 590-596, nhưng một số học giả như JD Howard-Johnston và P. Pourshariati cho rằng cuộc nổi loạn diễn ra muộn hơn, vào khoảng tháng 5 năm 594, trùng với cuộc khởi nghĩa của người Armenia là Vahewuni.
Ngay khi Vistahm bắt đầu đe dọa Media, Khosrau đã phái nhiều đội quân chống lại người cậu mình, nhưng không giành được thắng lợi quyết định: Vistahm và những người theo ông rút lui đến khu vực miền núi của vùng đất Gilan, trong khi một số đội quân người Armenia trong quân đội hoàng gia đã nổi loạn và đào ngũ sang chỗ Vistahm. Cuối cùng, Khosrau đã ra lệnh triệu tập viên tướng người Armenia Smbat Bagratuni, ông ta sau đó đã giao chiến với Vistahm gần Qumis. Trong khi trận đánh đang diễn ra, Vistahm đã bị ám sát bởi Pariowk do sự xúi giục của Khosrau (hoặc, theo một ghi chép thay thế, bởi người vợ Gordiya). Tuy nhiên, quân đội của Vistahm đã cố gắng để đẩy lùi quân đội hoàng gia tại Qumis, và phải tới khi Smbat tiến hành một cuộc viễn chinh khác vào năm tới thì cuối cùng cuộc nổi loạn này mới kết thúc.

## Gia phả
|         |         |         |         |         |         |  |  |                   |                   |                   |                   |                   |                   |                 |                 |                 |                 |            |            |            |            |         |         |         |         |         |         |         |         |         |         |           |           |           |           |           |           |          |          |  |  |  |  |  |  |  |  |  |  |  |  |  |  |  |  |  |  |  |  |  |  |  |  |  |  |  |  |
|         |         |         |         |         |         |  |  |                   |                   |                   |                   |                   |                   |                 |                 |                 |                 |            |            | Bawi       |            |         |         |         |         |         |         |         |         |         |         |           |           |           |           |           |           |          |          |  |  |  |  |  |  |  |  |  |  |  |  |  |  |  |  |  |  |  |  |  |  |  |  |  |  |  |  |
|         |         |         |         |         |         |  |  |                   |                   |                   |                   |                   |                   |                 |                 |                 |                 |            |            |            |            |         |         |         |         |         |         |         |         |         |         |           |           |           |           |           |           |          |          |  |  |  |  |  |  |  |  |  |  |  |  |  |  |  |  |  |  |  |  |  |  |  |  |  |  |  |  |
|         |         |         |         |         |         |  |  |                   |                   |                   |                   |                   |                   |                 |                 |                 |                 |            |            | Shapur     |            |         |         |         |         |         |         |         |         |         |         |           |           |           |           |           |           |          |          |  |  |  |  |  |  |  |  |  |  |  |  |  |  |  |  |  |  |  |  |  |  |  |  |  |  |  |  |
|         |         |         |         |         |         |  |  |                   |                   |                   |                   |                   |                   |                 |                 |                 |                 |            |            |            |            |         |         |         |         |         |         |         |         |         |         |           |           |           |           |           |           |          |          |  |  |  |  |  |  |  |  |  |  |  |  |  |  |  |  |  |  |  |  |  |  |  |  |  |  |  |  |
|         |         |         |         |         |         |  |  |                   |                   |                   |                   |                   |                   |                 |                 |                 |                 |            |            |            |            |         |         |         |         |         |         |         |         |         |         |           |           |           |           |           |           |          |          |  |  |  |  |  |  |  |  |  |  |  |  |  |  |  |  |  |  |  |  |  |  |  |  |  |  |  |  |
|         |         |         |         |         |         |  |  |                   |                   |                   |                   | Vinduyih          | Vinduyih          | Vinduyih        | Vinduyih        | Vinduyih        | Vinduyih        |            |            |            |            |         |         |         |         |         |         | Vistahm | Vistahm | Vistahm | Vistahm | Vistahm   | Vistahm   |           |           |           |           |          |          |  |  |  |  |  |  |  |  |  |  |  |  |  |  |  |  |  |  |  |  |  |  |  |  |  |  |  |  |
|         |         |         |         |         |         |  |  |                   |                   |                   |                   | Vinduyih          | Vinduyih          | Vinduyih        | Vinduyih        | Vinduyih        | Vinduyih        |            |            |            |            |         |         |         |         |         |         | Vistahm | Vistahm | Vistahm | Vistahm | Vistahm   | Vistahm   |           |           |           |           |          |          |  |  |  |  |  |  |  |  |  |  |  |  |  |  |  |  |  |  |  |  |  |  |  |  |  |  |  |  |
|         |         |         |         |         |         |  |  |                   |                   |                   |                   |                   |                   |                 |                 |                 |                 |            |            |            |            |         |         |         |         |         |         |         |         |         |         |           |           |           |           |           |           |          |          |  |  |  |  |  |  |  |  |  |  |  |  |  |  |  |  |  |  |  |  |  |  |  |  |  |  |  |  |
|         |         |         |         |         |         |  |  |                   |                   |                   |                   |                   |                   |                 |                 |                 |                 |            |            |            |            |         |         |         |         |         |         |         |         |         |         |           |           |           |           |           |           |          |          |  |  |  |  |  |  |  |  |  |  |  |  |  |  |  |  |  |  |  |  |  |  |  |  |  |  |  |  |
|         |         |         |         |         |         |  |  |                   |                   |                   |                   | Farrukh Hormizd   | Farrukh Hormizd   | Farrukh Hormizd | Farrukh Hormizd | Farrukh Hormizd | Farrukh Hormizd |            |            |            |            | Tiruyih | Tiruyih | Tiruyih | Tiruyih | Tiruyih | Tiruyih |         |         |         |         |           |           | Vinduyih  | Vinduyih  | Vinduyih  | Vinduyih  | Vinduyih | Vinduyih |  |  |  |  |  |  |  |  |  |  |  |  |  |  |  |  |  |  |  |  |  |  |  |  |  |  |  |  |
|         |         |         |         |         |         |  |  |                   |                   |                   |                   | Farrukh Hormizd   | Farrukh Hormizd   | Farrukh Hormizd | Farrukh Hormizd | Farrukh Hormizd | Farrukh Hormizd |            |            |            |            | Tiruyih | Tiruyih | Tiruyih | Tiruyih | Tiruyih | Tiruyih |         |         |         |         |           |           | Vinduyih  | Vinduyih  | Vinduyih  | Vinduyih  | Vinduyih | Vinduyih |  |  |  |  |  |  |  |  |  |  |  |  |  |  |  |  |  |  |  |  |  |  |  |  |  |  |  |  |
|         |         |         |         |         |         |  |  |                   |                   |                   |                   |                   |                   |                 |                 |                 |                 |            |            |            |            |         |         |         |         |         |         |         |         |         |         |           |           |           |           |           |           |          |          |  |  |  |  |  |  |  |  |  |  |  |  |  |  |  |  |  |  |  |  |  |  |  |  |  |  |  |  |
|         |         |         |         |         |         |  |  |                   |                   |                   |                   |                   |                   |                 |                 |                 |                 |            |            |            |            |         |         |         |         |         |         |         |         |         |         |           |           |           |           |           |           |          |          |  |  |  |  |  |  |  |  |  |  |  |  |  |  |  |  |  |  |  |  |  |  |  |  |  |  |  |  |
|         |         |         |         |         |         |  |  | Rostam Farrokhzād | Rostam Farrokhzād | Rostam Farrokhzād | Rostam Farrokhzād | Rostam Farrokhzād | Rostam Farrokhzād |                 |                 | Farrukhzad      | Farrukhzad      | Farrukhzad | Farrukhzad | Farrukhzad | Farrukhzad |         |         |         |         |         |         |         |         |         |         |           |           |           |           |           |           |          |          |  |  |  |  |  |  |  |  |  |  |  |  |  |  |  |  |  |  |  |  |  |  |  |  |  |  |  |  |
|         |         |         |         |         |         |  |  | Rostam Farrokhzād | Rostam Farrokhzād | Rostam Farrokhzād | Rostam Farrokhzād | Rostam Farrokhzād | Rostam Farrokhzād |                 |                 | Farrukhzad      | Farrukhzad      | Farrukhzad | Farrukhzad | Farrukhzad | Farrukhzad |         |         |         |         |         |         |         |         |         |         |           |           |           |           |           |           |          |          |  |  |  |  |  |  |  |  |  |  |  |  |  |  |  |  |  |  |  |  |  |  |  |  |  |  |  |  |
|         |         |         |         |         |         |  |  |                   |                   |                   |                   |                   |                   |                 |                 |                 |                 |            |            |            |            |         |         |         |         |         |         |         |         |         |         |           |           |           |           |           |           |          |          |  |  |  |  |  |  |  |  |  |  |  |  |  |  |  |  |  |  |  |  |  |  |  |  |  |  |  |  |
|         |         |         |         |         |         |  |  |                   |                   |                   |                   |                   |                   |                 |                 |                 |                 |            |            |            |            |         |         |         |         |         |         |         |         |         |         |           |           |           |           |           |           |          |          |  |  |  |  |  |  |  |  |  |  |  |  |  |  |  |  |  |  |  |  |  |  |  |  |  |  |  |  |
| Shahram | Shahram | Shahram | Shahram | Shahram | Shahram |  |  | Surkhab I         | Surkhab I         | Surkhab I         | Surkhab I         | Surkhab I         | Surkhab I         |                 |                 | Isfandyadh      | Isfandyadh      | Isfandyadh | Isfandyadh | Isfandyadh | Isfandyadh |         |         | Bahram  | Bahram  | Bahram  | Bahram  | Bahram  | Bahram  |         |         | Farrukhan | Farrukhan | Farrukhan | Farrukhan | Farrukhan | Farrukhan |          |          |  |  |  |  |  |  |  |  |  |  |  |  |  |  |  |  |  |  |  |  |  |  |  |  |  |  |  |  |
| Shahram | Shahram | Shahram | Shahram | Shahram | Shahram |  |  | Surkhab I         | Surkhab I         | Surkhab I         | Surkhab I         | Surkhab I         | Surkhab I         |                 |                 | Isfandyadh      | Isfandyadh      | Isfandyadh | Isfandyadh | Isfandyadh | Isfandyadh |         |         | Bahram  | Bahram  | Bahram  | Bahram  | Bahram  | Bahram  |         |         | Farrukhan | Farrukhan | Farrukhan | Farrukhan | Farrukhan | Farrukhan |          |          |  |  |  |  |  |  |  |  |  |  |  |  |  |  |  |  |  |  |  |  |  |  |  |  |  |  |  |  |